# 丸子鉄道ホ100形電車
丸子鉄道ホ100形電車（まるこてつどうホ100がたでんしゃ）は、上田交通の前身事業者である丸子鉄道が1924年（大正13年）に新製した、同社初の電車である。

## 導入の経緯
上田丸子電鉄の前身事業者のひとつ、丸子鉄道が1918年11月21日に大屋 - 丸子町間を開業させた際は蒸気運転であった。当初計画段階においては開業当初より電気運転を実施する予定であったところ、資金難から蒸気運転に変更したとされる。丸子鉄道が架線電圧600V規格で電化されたのは1924年で、開業から黒字続きで予算が組めたのと、第2期工事路線である大屋駅から上田市市街地までの延伸線が電気運転で計画されていたことにより、円滑な運転のために既存の区間についても電化を実施する必要があったためである。
電化後しばらくは電気機関車による客車運転であったが、電気機関車を貨物営業のみとし旅客営業を電車に切り替える事とした。その際に導入されたのが本形式である。

## 概要
ホ100形101・102の2両が日本車輌製造において新製された。アメリカのJ.G.ブリル・カムパニー製台車を装備し、全長13メートル級、前後2枚扉、中央運転台方式の木造ボギー電車である。
落成当初は連環連結器を装着し、前照灯は前面窓下に設置していたが、更新により自動連結器装着・前照灯は前面窓上となっている。集電方式は最初からパンタグラフ集電で、東北信地方の私鉄車両では初であった。

## 変遷
1943年の上田電鉄（初代）との合併で上田丸子電鉄が発足した時にモハ110形111・112と改番された。1950年の一斉改番によりモハ3130形3131・3132となり、1955年に制御方式を直接式からカム軸式に変更した事によりモハ3330形3331・3332と改番している。
本形式は導入から終始丸子線で運用されたが、他社購入車両や別所線からの転入車が主力となると使われなくなり、加えて1960年代前半から老朽化が激しくなり、モハ2340形の導入を受けて1965年に廃車された。